# Duna World
Duna World est une chaîne de télévision généraliste publique hongroise lancée le 1er janvier 2012 à la place de Duna2. 

## Organisation

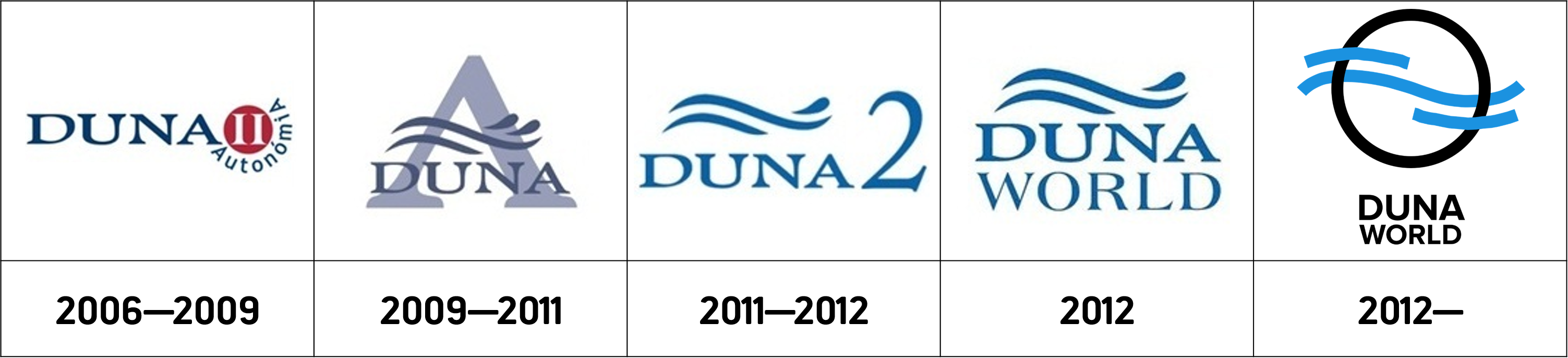
logo

Elle se présente comme une chaîne de télévision s'adressant aux membres de la diaspora hongroise et aux Magyars d'outre-frontières. Elle appartient au groupe Duna Televízió.